# Lagărul de tranzit Westerbork
Lagărul de tranzit Westerbork (în neerlandeză Kamp Westerbork, în germană Durchgangslager Westerbork) a fost o tabără a persoanelor refugiate din Germania Nazistă, transformată ulterior în lagăr de tranzit și de detenție, aflată la Hooghalen, la 10 km nord de Westerbork, în nord-estul Țărilor de Jos. Funcționalitatea sa în timpul celui de-al Doilea Război Mondial a fost să-i adune pe evreii neerlandezi și pe romi pentru a fi transportați către lagărele de exterminare și alte lagăre de concentrare naziste.

## Înființarea și istoricul lagărului

### Deschiderea Taberei de Refugiați
Odată cu instaurarea regimului național-socialist (nazist) în Germania în anul 1933, Țările de Jos au trebuit să facă față unui flux constant de refugiați evrei la granița sa cu Germania. Pe 15 decembrie 1938 guvernul neerlandez și-a închis granițele pentru refugiați; avusese loc o creștere substanțială a fluxului de refugiați din Germania în urma pogromului din  Noaptea de Cristal, de pe 9-10 noiembrie 1938. În 1939, guvernul neerlandez a construit o Tabără Centrală de Refugiați (în neerlandeză Centraal Vluchtelingenkamp) în apropiere de Westerbork. Comitetul pentru Refugiați Evrei (în neerlandeză Comité voor Joodsche Vluchtelingen), care s-a ocupat cu sprijinirea refugiaților evrei din Germania începând din 1933, a trebuit să acopere cheltuielile taberei cu un fond de un milion de guldeni. Primii 22 de refugiați s-au stabilit în tabără în octombrie 1939.

### Sub control german
După ocuparea Țărilor de Jos de către Germania, naziștii au preluat tabăra și au transformat-o într-un lagăr de deportare. Din acest lagăr au fost deportați 101.000 de evrei neerlandezi și circa 5.000 de evrei germani către lagărele de exterminare din Polonia Ocupată. În plus, s-au mai aflat aici aproximativ 400 de țigani și, la sfârșitul Războiului, aproximativ 400 de femei din mișcarea de rezistență. 
Între noiembrie 1942 și august 1944, aproape în fiecare marți pleca un tren de marfă către lagărele de concentrare Auschwitz-Birkenau (65 de trenuri cu un total de 60.330 de oameni, dintre care majoritatea au fost gazați la sosire), Sobibór (19 trenuri cu un total de 34.313 persoane, din care toate au fost ucise la sosire), Bergen-Belsen și Theresienstadt (9 trenuri cu un total de 4.894 oameni, dintre care aproximativ 2.000 au supraviețuit războiului). Din 1942 până în 1945, un număr total de 107.000 de persoane au trecut prin lagăr și au plecat 93 de trenuri. Numai 5.200 de deportați au supraviețuit, cei mai mulți la Theresienstadt sau Bergen-Belsen, sau au fost eliberați din Westerbork.

#### Deținuți notabili

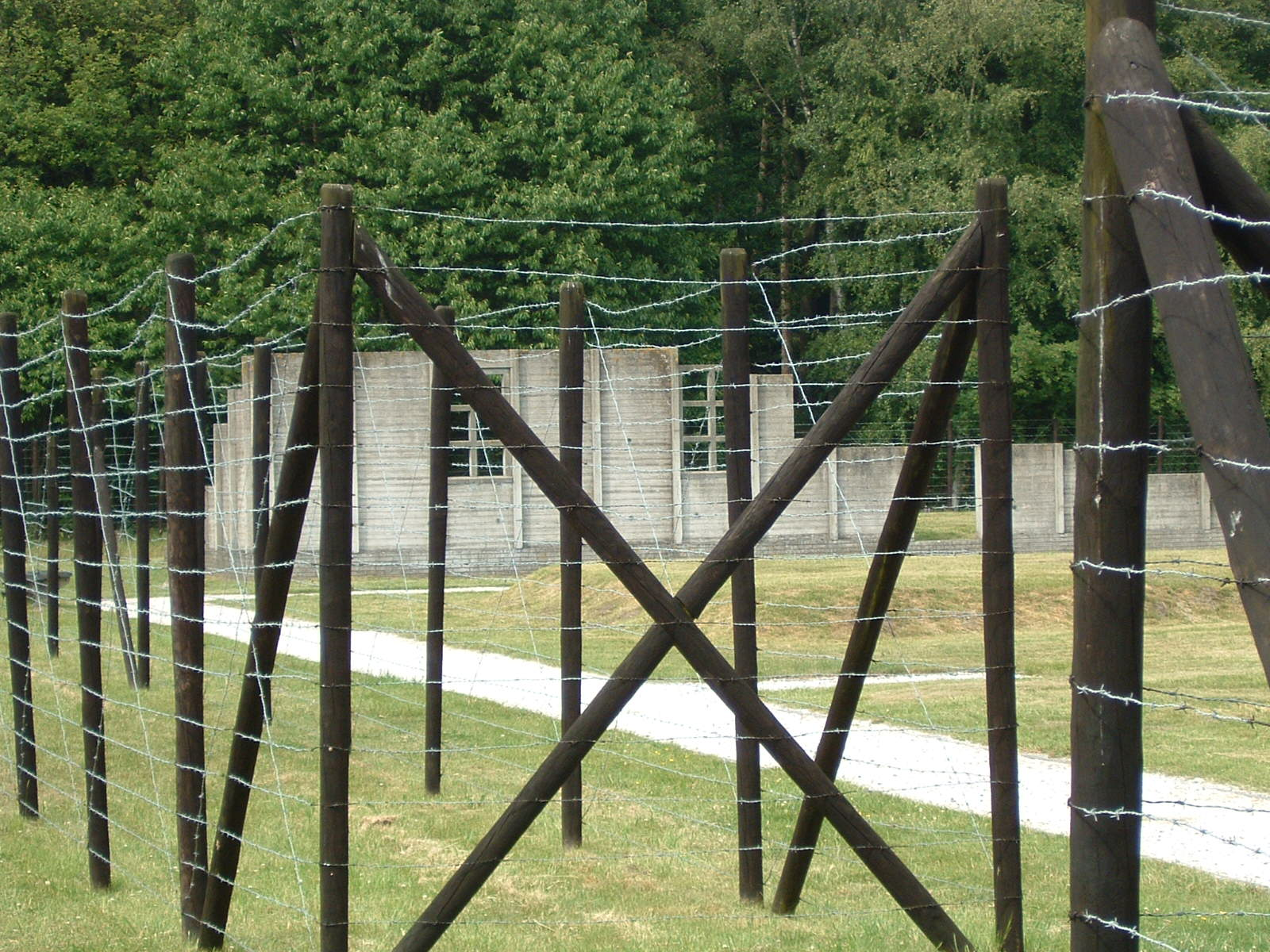
Părți ale barăcii reconstruite de la Westerbork, în care a fost deținută odată Anne Frank

Anne Frank a fost deținută într-o baracă de la Westerbork din luna august până la începutul lunii septembrie 1944, când a fost transportată la Auschwitz-Birkenau. Ea și familia ei au fost îmbarcate în primul dintre ultimele trei trenuri (cele trei transporturi finale au reprezentat cel mai probabil o reacție la ofensiva Aliaților), la 3 septembrie 1944, cu destinația Auschwitz, sosind acolo trei zile mai târziu. 
Actrița de film și cântăreața de cabaret germană Dora Gerson a fost internată la Westerbork, împreună cu familia ei, înainte de a fi trimisă cu un transport spre Auschwitz.
Etty Hillesum a fost internată în acest lagăr de la 30 iulie 1942 până la 7 septembrie 1943, când ea și familia ei au fost îmbarcate într-un tren către Auschwitz.
Profesorul Sir William Asscher a supraviețuit lagărului atunci când mama lui a reușit eliberarea familiei prin fabricarea unui arbore genealogic în care apăreau strămoși englezi.

### Eliberarea
Divizia 2 Infanterie Canadiană a eliberat mai multe sute de persoane, care mai erau încă la Westerbork pe 12 aprilie 1945. Primii soldați care au ajuns în lagăr proveneau din Regimentul 8 Recunoaștere, urmați de trupele Regimentului South Saskatchewan.

### După cel de-al Doilea Război Mondial
În urma utilizării sale în al doilea Război Mondial, tabăra de la Westerbork a fost folosită mai întâi ca tabără de pedeapsă pentru persoanele acuzate de colaboraționism cu naziștii și, mai târziu, i-a adăpostit pe cetățenii neerlandezi care au părăsit fostele Indii Neerlandeze de Est (Indonezia). 
În 1950, guvernul neerlandez l-a numit pe istoricul evreu Jacques Presser pentru a investiga evenimentele relaționate cu deportările masive de evrei neerlandezi și gradul de colaborare al populației neerlandeze neevreiești. Rezultatele au fost publicate cincisprezece ani mai târziu, în Catastrofa (De Ondergang). Presser a publicat, de asemenea, un roman, Noaptea Girondinilor, a cărui acțiune se petrecea în lagărul de la Westerbork. 
Între 1950 și 1970, tabăra a fost redenumită Kamp Schattenberg și utilizată pentru a-i adăposti pe refugiații din insulele Moluce.

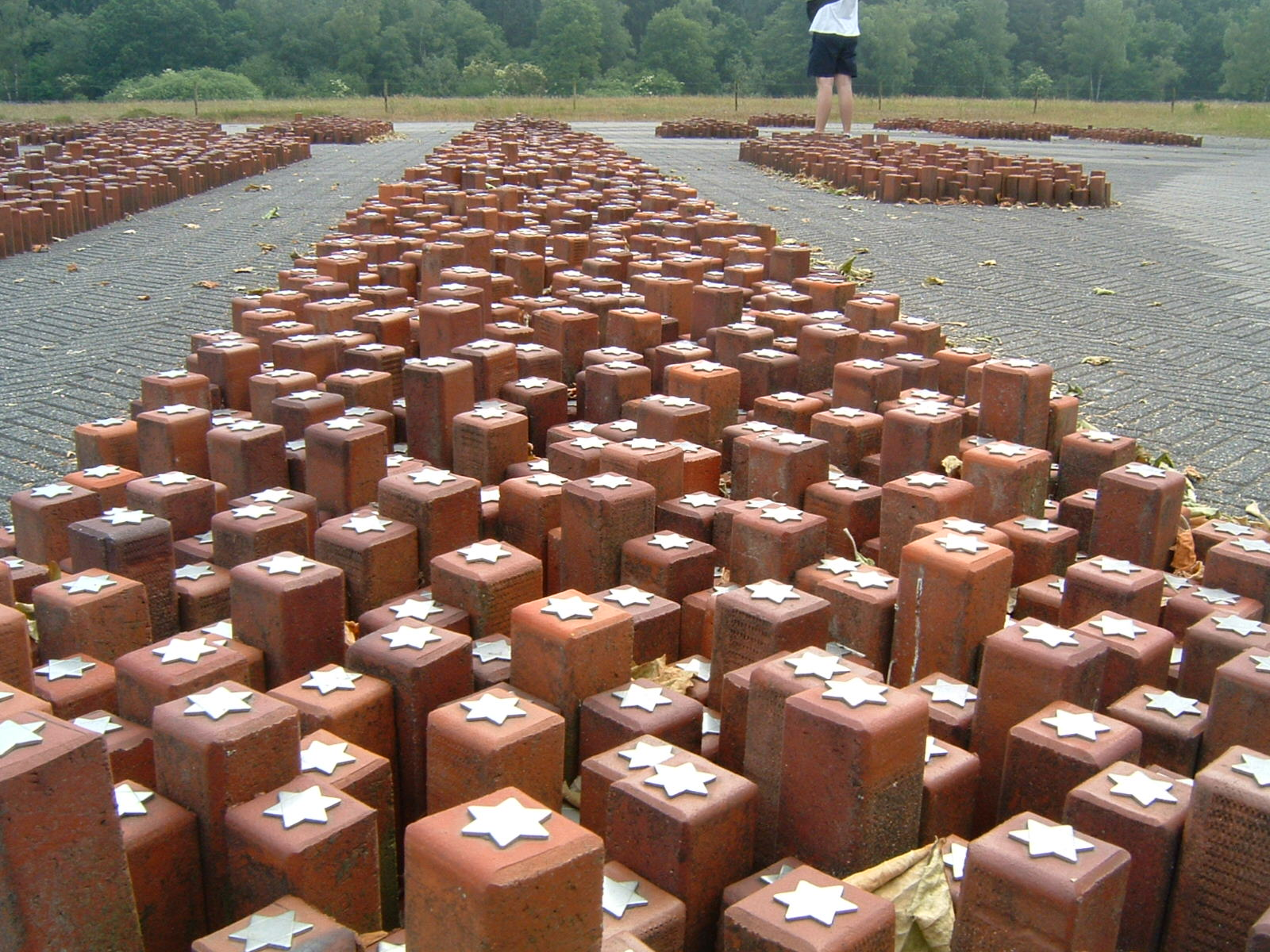
Monument la Westerbork. Fiecare piatră reprezintă o singură persoană care a trecut pe la Westerbork și a murit într-un lagăr de concentrare nazist.

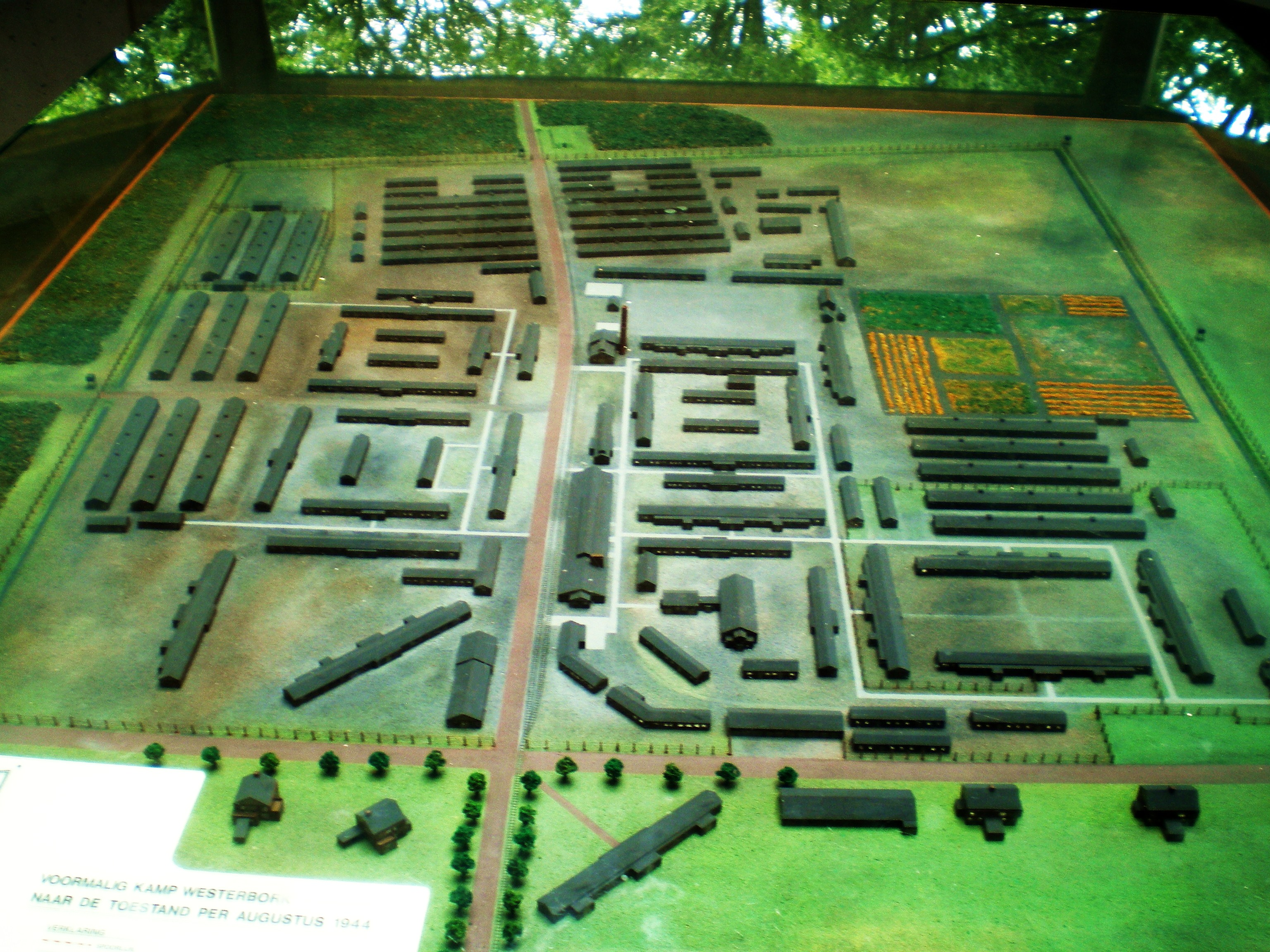
Macheta lagărului de tranzit Westerbork.

În 1969 a fost construit pe o porțiune a fostului lagăr Observatorul Radio Westerbork (WSRT).
În anii 1970, tabăra a fost demolată. În apropierea acestui loc se află acum un muzeu și monumente comemorative ale persoanelor transportate și ucise în timpul celui de-al Doilea Război Mondial. Tabăra poate fi vizitată gratuit.